# Easy Come, Easy Go (album)
 (février 2018).
Albums de Marianne Faithfull
Before the Poison
(2005) Horses and High Heels
(2011)
Easy Come, Easy Go est un double album studio de reprises interprétées par la chanteuse rock anglaise Marianne Faithfull, sorti en Europe en novembre 2008.
L'album est produit par Hal Willner et présente des collaborations avec de musiciens de renom tels que Nick Cave, Rufus Wainwright, Kate & Anna McGarrigle, Keith Richards, Sean Lennon et Jarvis Cocker.
Il est publié à la fois en une édition standard de 10 titres et dans une édition limitée "Deluxe" de 2 disques, pour 18 titres, accompagnée d'un documentaire DVD d'Anne Rohart, sous la direction artistique de Jean-Baptiste Mondino, où Marianne et Willner commentent la sélection des chansons choisies. Un pressage vinyle 2 disques est également disponible.
En 2014, Easy Come, Easy Go est certifié disque d'or, au Royaume-Uni, par l'Independent Music Companies Association (en) qui indique des ventes d'au moins 75 000 exemplaires dans toute l'Europe.

## Liste des titres
| Édition standard | Édition standard                           | Édition standard                | Édition standard | Édition standard | Édition standard | Édition standard | Édition standard | Édition standard | Édition standard |
| No               | Titre                                      | Artiste original                | Durée            |                  |                  |                  |                  |                  |                  |
| ---------------- | ------------------------------------------ | ------------------------------- | ---------------- | ---------------- | ---------------- | ---------------- | ---------------- | ---------------- | ---------------- |
| 1.               | Down From Dover                            | Dolly Parton                    | 4:44             |                  |                  |                  |                  |                  |                  |
| 2.               | Hold On, Hold On (feat. Cat Power)         | Neko Case                       | 2:58             |                  |                  |                  |                  |                  |                  |
| 3.               | Solitude                                   | Duke Ellington et Eddie DeLange | 5:25             |                  |                  |                  |                  |                  |                  |
| 4.               | The Crane Wife 3 (feat. Nick Cave)         | The Decemberists                | 3:58             |                  |                  |                  |                  |                  |                  |
| 5.               | Easy Come, Easy Go                         | Bessie Smith                    | 3:14             |                  |                  |                  |                  |                  |                  |
| 6.               | Children of Stone (feat. Rufus Wainwright) | Espers                          | 8:04             |                  |                  |                  |                  |                  |                  |
| 7.               | How Many Worlds? (feat. Teddy Thompson)    | Brian Eno                       | 3:40             |                  |                  |                  |                  |                  |                  |
| 8.               | In Germany Before the War                  | Randy Newman                    | 4:07             |                  |                  |                  |                  |                  |                  |
| 9.               | Ooh Baby Baby (feat. Antony)               | Smokey Robinson                 | 8:16             |                  |                  |                  |                  |                  |                  |
| 10.              | Sing Me Back Home (feat. Keith Richards)   | Merle Haggard                   | 5:04             |                  |                  |                  |                  |                  |                  |
| 49:29            |                                            |                                 |                  |                  |                  |                  |                  |                  |                  |

| 1. | Salvation (feat. Sean Lennon)                    | Black Rebel Motorcycle Club                    | 6:07 |
| 2. | Black Coffee                                     | Sarah Vaughan                                  | 5:40 |
| 3. | The Phoenix (feat. Kate and Anna McGarrigle)     | Judee Sill                                     | 2:16 |
| 4. | Dear God Please Help Me                          | Morrissey                                      | 4:29 |
| 5. | Kimbie                                           | Jackson C. Frank                               | 4:39 |
| 6. | Many a Mile to Freedom (feat. Jenni Muldaur)     | Traffic                                        | 5:11 |
| 7. | Somewhere (A Place for Us) (feat. Jarvis Cocker) | Leonard Bernstein et Stephen Sondheim          | 4:15 |
| 8. | Flandyke Shore (feat. Kate and Anna McGarrigle)  | Traditionnel, rendu célèbre par Nic Jones (en) | 3:10 |

| 9. | Exclusive Audio Comment by Marianne Faithfull | 34:06 |

| 1. | Easy Come Easy Go Documentary |  |

| Titre bonus - Édition 12 Songs For Music Lovers (Les 9 premiers titres sont identiques à ceux de l'édition standard) (États-Unis, Decca Records, 17 mars 2009) | Titre bonus - Édition 12 Songs For Music Lovers (Les 9 premiers titres sont identiques à ceux de l'édition standard) (États-Unis, Decca Records, 17 mars 2009) | Titre bonus - Édition 12 Songs For Music Lovers (Les 9 premiers titres sont identiques à ceux de l'édition standard) (États-Unis, Decca Records, 17 mars 2009) | Titre bonus - Édition 12 Songs For Music Lovers (Les 9 premiers titres sont identiques à ceux de l'édition standard) (États-Unis, Decca Records, 17 mars 2009) | Titre bonus - Édition 12 Songs For Music Lovers (Les 9 premiers titres sont identiques à ceux de l'édition standard) (États-Unis, Decca Records, 17 mars 2009) | Titre bonus - Édition 12 Songs For Music Lovers (Les 9 premiers titres sont identiques à ceux de l'édition standard) (États-Unis, Decca Records, 17 mars 2009) | Titre bonus - Édition 12 Songs For Music Lovers (Les 9 premiers titres sont identiques à ceux de l'édition standard) (États-Unis, Decca Records, 17 mars 2009) | Titre bonus - Édition 12 Songs For Music Lovers (Les 9 premiers titres sont identiques à ceux de l'édition standard) (États-Unis, Decca Records, 17 mars 2009) | Titre bonus - Édition 12 Songs For Music Lovers (Les 9 premiers titres sont identiques à ceux de l'édition standard) (États-Unis, Decca Records, 17 mars 2009) | Titre bonus - Édition 12 Songs For Music Lovers (Les 9 premiers titres sont identiques à ceux de l'édition standard) (États-Unis, Decca Records, 17 mars 2009) |
| No | Titre | Durée | | | | | | | |
| --- | --- | --- | --- | --- | --- | --- | --- | --- | --- |
| 10. | The Phoenix | 2:15 | | | | | | | |
| 11. | Dear God Please Help Me | 4:29 | | | | | | | |
| 12. | Sing Me Back Home | 5:04 | | | | | | | |
| 56:14 | | | | | | | | | |

## Personnel
- Selon le livret accompagnant l'album :
- Marianne Faithfull : Chant
- Barry Reynolds : Guitares
- Marc Ribot : Guitares électrique et acoustique
- Keith Richards : Guitare, chant (Disque 1 ; 10)
- Sean Lennon : Guitares, chant  (Disque 2 ;1)
- Greg Cohen : Basse
- Gil Goldstein : Piano, accordéon, arrangements, direction des cordes
- Brian Mitchell : Piano
- Steve Weisberg : Piano, piano électrique, Celesta, arrangements, direction de l'orchestre
- Rob Burger : Piano, orgue
- Maxin Moston, Rob Moose : Violon
- Warren Ellis : Violon, violon électrique
- Michael Nicholas : Alto
- Jane Scarpantoni : Violoncelle
- Art Baron : Flûte à bec basse, trombone
- Doug Wieselman : Clarinette, clarinette basse, saxophone baryton
- Ken Peplowski : Clarinette basse
- Marty Ehrlich ; Clarinette basse, saxophone alto
- Lenny Pickett : Clarinette basse, Saxophone ténor, Sarrusophone, Contrebasse
- Steven Bernstein : Glockenspiel, mellophone, cuivre alto, trompette
- Jim White : Batterie
- Joey Baron : Batterie
- Chan Marshall : Chant
- Nick Cave : Chant (Disque 1 ; 4)
- Antony Hegarty : Chant
- Rufus Wainwright : Chant (Disque 1 ; 6)
- Jarvis Cocker : Chant (Disque 2 ; 7)
- Kate & Anna McGarrigle : Chœurs (Disque 2 ; 3, 8)
- Cat Power : Chœurs (Disque 1 ; 2)